# Винтер, Евгений Францевич
Евгений Францевич Винтер (22 декабря 1890 — 18 февраля 1924) — офицер российского и советского ВМФ, педагог, теоретик морского артиллерийского дела. Начальник Курсов командного состава флота в 1922—1924 гг.

## Биография
Родился 22 декабря 1890 года в Николаеве. Отец — Франц Андреевич Винтер, контр-адмирал Русского Императорского флота, брат — Борис, офицер РИФ.
В 1910 году окончил Морской корпус, после чего был произведён в мичманы, а в 1913 году — в лейтенанты флота. В 1914 г. окончил Артиллерийский офицерский класс. С 1914 г. младший, а затем старший артиллерийский офицер линейного корабля «Севастополь». В 1918 г. — 1-й помощник командира линейного корабля «Севастополь». С 1919 г. — флагманский артиллерист штаба командующего Морскими силами Балтийского моря. Также занимал должности помощника начальника артиллерийского отдела Балтийского завода, командира линейного корабля, начальника полубригады линейных кораблей, был представителем морского командования в военно-сухопутной комиссии.
На Чёрном море возглавлял комиссию по переводу кораблей на долговременное хранение. В 1919—1924 гг. работал в Морской исторической комиссии по исследованию опыта войны на море в годы Первой мировой войны.
18 октября 1920 года был арестован по подозрению в участии в контрреволюционной деятельности, но уже через четыре дня был отпущен на свободу. В 2003 году реабилитирован прокуратурой города Москвы.
С 1922 г. занимался преподавательской деятельность в Военно-морской академии и одновременно занимал должность инспектора по артиллерии Морских сил Балтийского моря. С декабря 1922 г. — начальник ВВМУ им. М. В. Фрунзе, а с 1923 г. и Высших специальных курсов комсостава флота. Читал лекции по артиллерийскому делу во всех военно-морских учебных заведениях Петрограда.
Скончался после двухмесячной болезни и неудачного хирургического вмешательства.
В партии не состоял, владел французским и английским языками.

### Основные сочинения
- Сборник инструкций по артиллерии для линейных кораблей типа «Севастополь» (1917)
- Балтийский флот в период начала мировой войны (1919)
- Состояние морской силы России и Германии к началу мировой войны (1919)
- Боевая артиллерийская подготовка вступающего в строй линейного корабля (1920)[2]